# Jorge Costa
Jorge Paulo Costa Almeida (født 14. oktober 1971 i Porto, død 5. august 2025 i Porto), kendt som Costa, var en portugisisk fodboldspiller og senere træner, der i sin aktive karriere spillede som midterforsvarer.    